# أنثروبولوجيا مسيحية

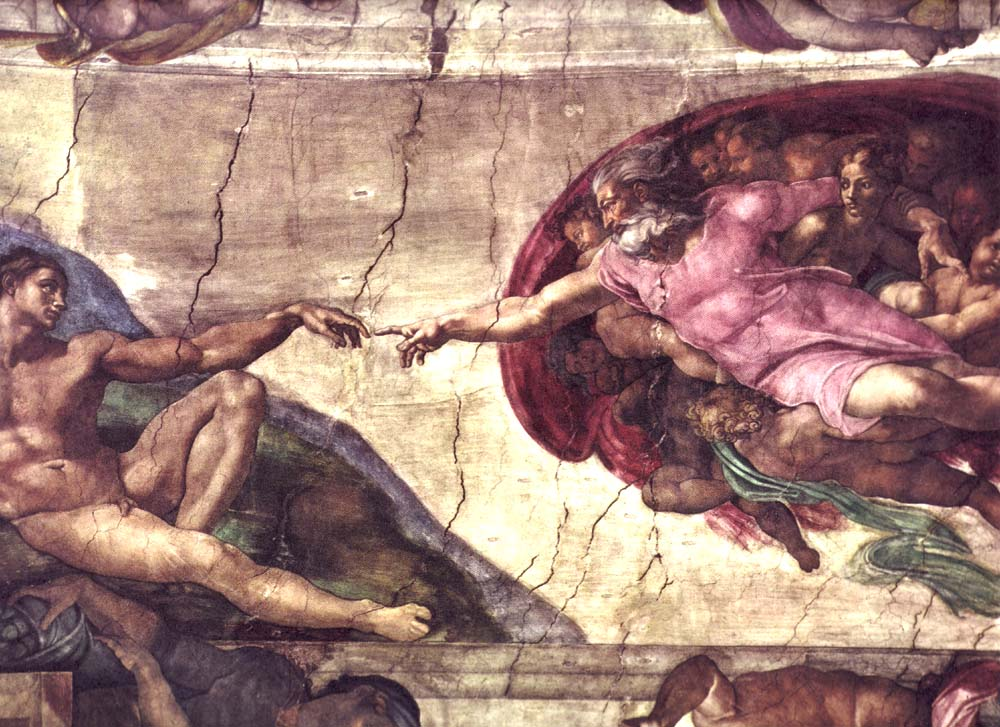

في سياق علم اللاهوت المسيحي، تشير الأنثروبولوجيا المسيحية إلى دراسة الإنسان («علم الإنسان») من ناحية صلته بالله. وتختلف عن العلوم الاجتماعية للأنثروبولوجيا، التي تتناول في المقام الأول الدراسات المقارنة للسمات المادية والاجتماعية للبشرية عبر الزمان والمكان.
تدرس إحدى جوانب الأنثروبولوجيا المسيحية الطبيعة الفطرية أو خِلْقة الإنسان، التي تسمى الطبيعة البشرية. وتهتم بالعلاقة بين مفاهيم مثل الجسد والنفس والروح، التي تشكل بمجموعها الفرد، بناءً على صفاتها في الكتاب المقدس. هناك ثلاث رؤىً تقليدية للخلقة البشرية، وهي الثلاثية، والثنائية، والأحادية (بالمعنى الأنثروبولوجي).

## الكتاب المسيحيون الأوائل

### غريغوريوس أسقف نيصص
المصدر المرجعي لأنثروبولوجيا غريغوريوس هو أطروحته بعنوان خلق الإنسان. يستند مفهومه عن الإنسان إلى الفرق الوجودي بين المخلوق وغير المخلوق. الإنسان هو مخلوق مادي، لذا فهو محدود، ولكن روحه الخالدة غير محدودة في قدرتها على السمو لتصبح أقرب للإله. يؤمن غريغوريوس أن الروح خُلِقت مع الجسد في آن واحد (على عكس أوريجانوس، الذي خمّن وجود الروح مسبقًا)، فتعتبر الأجنة أفرادًا. بالنسبة لغريغوريوس، الإنسان كائن استثنائي خُلِق في صورة الإله. البشرية إلهية الشكل في وعيها بذاتها وإرادتها الحرة، وتمنح تلك الأخيرة قوة وجودية لكل فرد، لأنه في نظر غريغوريوس، بتجاهل الله ينفي الفرد وجود نفسه. في نشيد الأناشيد، يصف غريغوريوس الحياة البشرية مجازًا بلوحات أبدعها متدربون لأجل معلمهم: يقلد المتدربون (الإرادة البشرية) أعمال المعلم (حياة المسيح) بألوان جميلة (فضائل)، لذا يسعى الإنسان ليكون انعكاسًا للمسيح. رأى غريغوريوس -في تناقض صارخ مع معظم مفكري عصره- جمالًا عظيمًا في سقوط آدم: من خطيئة آدم، من إنسانَين مثاليين ستنبع أعداد لا تُحصى في النهاية.

### أوغسطينوس
كان أوغسطينوس من أوائل الكتّاب المسيحيين اللاتينيين القدامى الذين امتلكوا رؤية أنثروبولوجية واضحة للغاية، إذ نظر إلى الكائن البشري على أنه وحدة متكاملة من مادتين: الروح والجسد. وكان أقرب بكثير في رؤيته الأنثروبولوجية هذه إلى أرسطو منه إلى أفلاطون. في أطروحته المتأخرة الاهتمام بالموتى الفصل 5(420 م) أصر على أن الجسد يتعلق بجوهر الإنسان: 
ليس من الحكمة أن ترفض الأجساد نفسها. (...) إذ لا ينتمي الجسد لزينة أو مساعدة خارجية، بل للطبيعة البشرية نفسها.
كان الزواج هو الشكل المفضل لدى أوغسطينوس لوصف وحدة الروح والجسد: جسدك هو زوجتك. في البداية، كان العنصران في تناغم مثالي. بعد سقوط الإنسانية، هما الآن يخوضان قتالًا محتدمًا مع بعضهما.
يختلف هذان الاثنان قطعًا: الجسد هو شيء ثلاثي الأبعاد مكون من العناصر الأربعة، في حين أن الروح ليس لها أن أبعاد مكانية. الروح هي نوع من المواد التي تساهم في التفكير وتصلح لتحكم الجسد. لم ينهمك أوغسطينوس كثيرًا في التفاصيل، كما فعل أفلاطون وديكارت، في جهوده لتفسير ما ورائيات وحدة الروح والجسد. كان يكفيه الاعتراف بأنهما مختلفان من الناحية الماورائية. أن تكون إنسانًا يعني أن تكون مزيجًا من الروح والجسد، وأن الروح أسمى من الجسد. يستند بيانه الأخير في تصنيفه الهرمي للأشياء إلى الأشياء الموجودة فقط، والأشياء الموجودة والحية، والأشياء الموجودة والحية التي تتمتع بالذكاء أو المنطق.
وفقًا لبلاسكيز، لم تؤدِّ نزعة أوغسطينوس الثنائية في نظرته للجسد والروح إلى منعه من رؤية اتحاد الجسد والروح كمادة في حد ذاتها. بعد أرسطو وفلاسفة قدماء آخرين، عرّف أوغسطينوس الإنسان بأنه حيوان عاقل فانٍ.